# Beenganoïden
De Beenganoïden (Holostei) zijn Oost-Amerikaanse vissen met een sterk verbeend skelet en een soort emaillelaag op de schubben. Zij zijn een infraklasse binnen de klasse van straalvinnigen.

## Taxonomie
De Holostei worden in 2 levende orden onderverdeeld:
- Amiiformes (Moddersnoeken)
- Lepisosteiformes (Beensnoeken)

Semionotiformes zijn uitgestorven met Semionotus als bekendste geslacht.

## Soorten
De bekendste vertegenwoordigers zijn:
- Alligatorbeensnoek
- Langneusbeensnoek
- Amia (als enige van de Protospondili)